# 牟盛
牟盛（1485年—？），字汝登，號禾山，湖廣武昌府江夏縣人，軍籍，明朝政治人物。

## 生平
湖廣鄉試第三十一名舉人。正德十二年（1517年）中式丁丑科會試第二百二十一名，登第三甲第一百二十七名進士。礼部观政，授吉水县知县，升户部主事，历员外郎，贬官回籍。

## 家族
曾祖牟和；祖父牟雲，曾任義官；父牟萱，曾任義官。母葉氏。具庆下。弟牟成、牟兆。